# Georg Sibutus
Georg Sibutus (auch: Georg Daripinus Sibutus, * um 1483 in Tannroda; † nach 1528) war ein deutscher Humanist und neulateinischer Dichter.

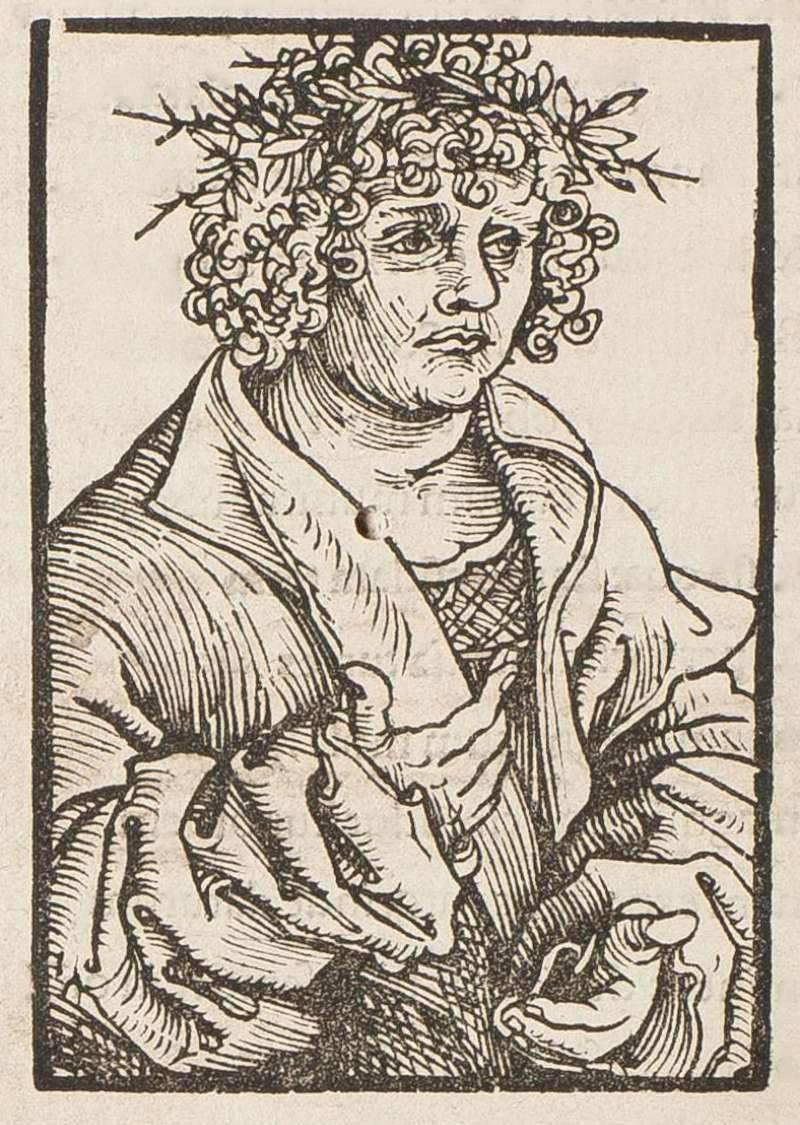
Georg Sibutus, Holzschnitt (1511)

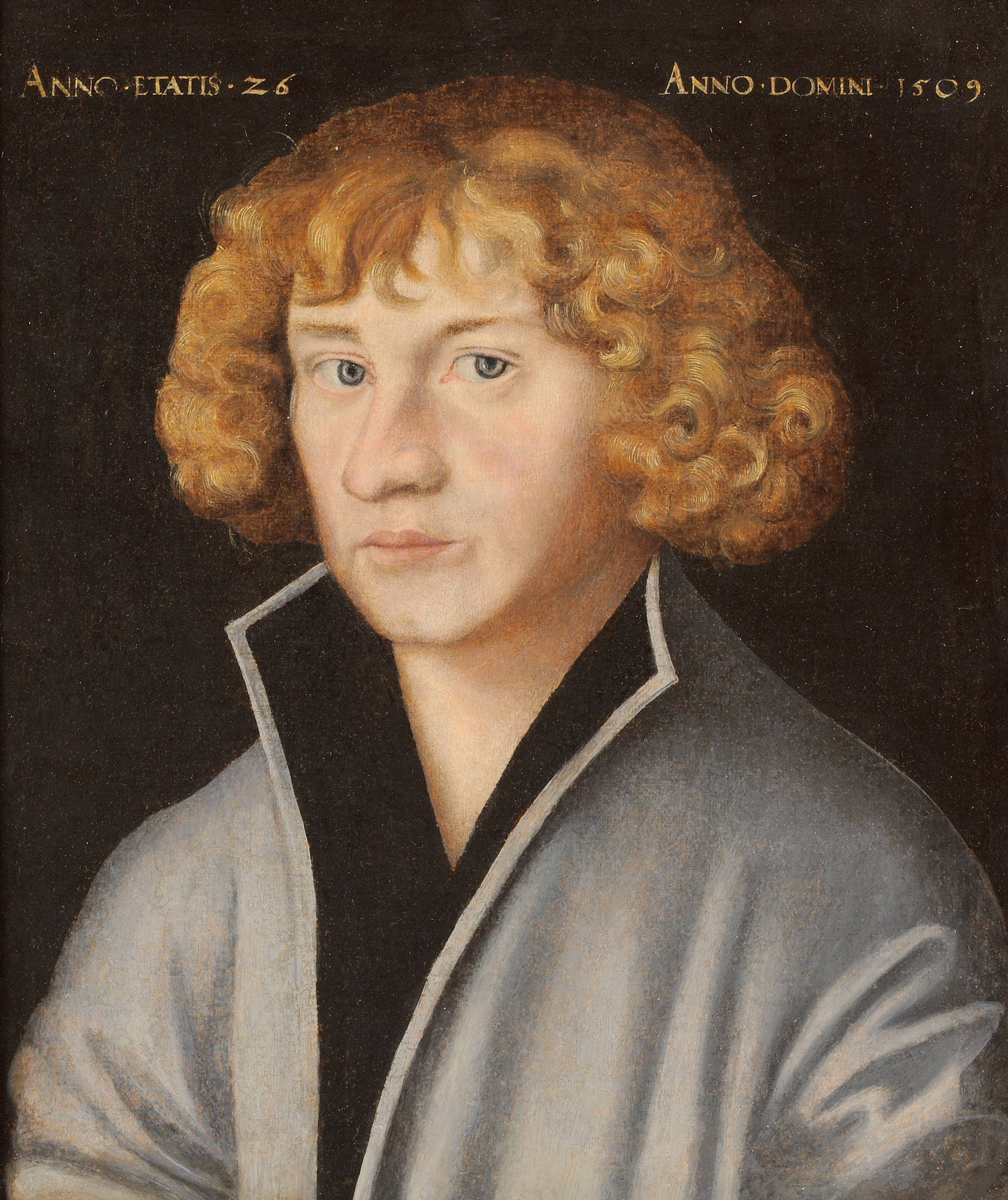
Lucas Cranach d. Ä.: Georg Sibutus (1509), Leipzig, Museum der bildenden Künste

## Leben
Vermutlich war Sibutus ein Schüler des Conrad Celtis in Wien, bevor er durch Kaiser Maximilian auf dem Reichstag zu Köln die Dichterkrone verliehen bekommt, wo er auch an der Universität Köln Rhetorik lehrt. Im Wintersemester 1505 wechselt er an die Universität Wittenberg und übernimmt dort die Professur für humanistische Literatur und liest ab 1507 neben Simon Vach über Rhetorik. Sibutus gehörte zum Kreis der Humanisten, die vor dem Auftreten Martin Luthers mit Schriften in Erscheinung traten. So beteiligte er sich wie Andreas Meinhardi an der rhetorischen Verherrlichung des Rufes der Wittenberger Universität. In poetischen Versen beschreibt er glorifizierend die Wittenberger Zustände der damaligen Zeit. In Wittenberg hegt er Kontakt zu Ulrich von Hutten und Christoph von Scheurl. Man sagt ihm nach, er habe während seiner Wittenberger Zeit eine 80 Jahre alte Frau geheiratet, um sich materiell abzusichern.
Am 15. Juli 1520 trägt er sich in die Matrikel der Universität Rostock ein. ab 1522 tritt für ihn Luther ein. Trotz seines Eintreten für Luther im Jahr 1522 bleibt Sibutus als Humanist ein Vertreter der katholischen Lehre. Er wendet sich gegen die Täufer und setzt in seinen Dichtungen originelle spielerische Akzente, die weit über die Scholastik der damaligen Zeit hinausragen.

## Werke
- Ars memorativa & carmen in vitam S. Andrae, Köln 1506
- Pangryricus ad Ferdinandum Regem Bohemiae, Leipzig
- Carmen ad Ioannen Fridericum, ducem Saxoniae, pro primo suo aduentu in vrben Albiorenam. Wittenberg 1508
- Torniamenta Fried. & Joh. Ducum Sax. Per Gr. Sibutum decanata, Wittenberg 1511